# Homomallium incurvatum

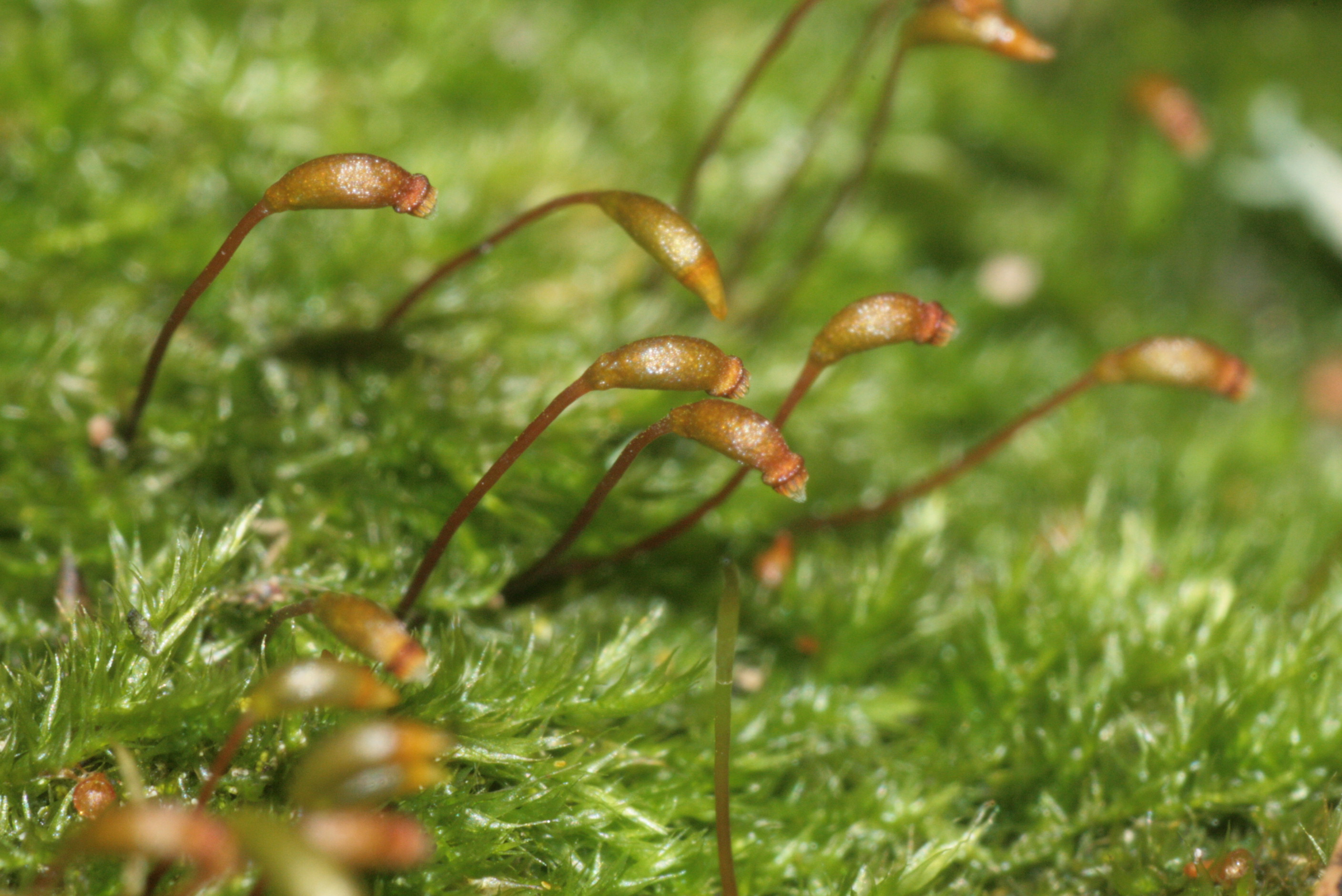
Nahansicht

Homomallium incurvatum (im Deutschen als Gekrümmtblättriges oder Eingekrümmtes Felsenschlafmoos, auch Lockenmoos bezeichnet) ist eine Laubmoosart aus der Familie Hypnaceae.

## Merkmale
Homomallium incurvatum wächst in seidig glänzenden, grünen, dünnen und fest haftenden Rasen. Die Stämmchen sind 2 bis 5 Zentimeter lang und unregelmäßig verzweigt. Der Stämmchenquerschnitt weist einen Zentralstrang auf. Die aufrecht abstehenden und etwas einseitswendigen Blätter sind bis 1,5 Millimeter lang und bis 0,4 Millimeter breit, aus eiförmig-lanzettlicher Basis allmählich zugespitzt, nicht faltig, die Blattränder flach und ganzrandig oder nur an der Blattspitze leicht gezähnelt. Die Blattrippe ist kurz und doppelt. Die Zellen der Blattflügel sind quadratisch bis kurz rechteckig und bilden hier eine schmal-dreieckige Gruppe, die sich etwas an den Rändern hinaufzieht. Die übrigen Blattzellen sind wurmförmig-linealisch. Pseudoparaphyllien sind schmal dreieckig und ganzrandig.
Die Geschlechterverteilung ist autözisch. Die rötliche Seta ist bis 1,5 Zentimeter lang, die Kapsel geneigt bis fast horizontal und trocken stark gekrümmt. Der Deckel ist kegelig und spitz geschnäbelt, das Peristom gelb bis orange. Sporen sind sehr fein papillös und 10 bis 16 Mikrometer groß. Sporenreifezeit ist im Sommer. Das Moos fruchtet fast immer und meist reichlich.

## Standortansprüche
Die Art ist kalk- und basenliebend und wächst auf kalkhaltigem Gestein, auf Baumwurzeln und am Grund von Baumstämmen an trockenen bis frischen, schattigen Standorten, besonders in lichten Wäldern und Gebüschen. Gerne werden wenig geneigte Flächen von kleineren Steinen und Felsblöcken besiedelt.

## Verbreitung
Weltweit gibt es Vorkommen in Europa, in der Türkei, im Kaukasus, im Iran, in Mittel-, Ost- und Nordostasien und in Nordamerika. In Europa ist das Moos in den Mittelgebirgen und in der südlichen borealen Zone von Nordeuropa weit verbreitet, in Norwegen kommt es bis nördlich des Polarkreises vor. In Mitteleuropa ist es in den Kalkgebieten verbreitet und oft häufig. In den Alpen steigt es bis auf 2000 Meter Höhe.